# یواس‌اس تایرل (ای‌کی‌ای-۸۰)
یواس‌اس تایرل (ای‌کی‌ای-۸۰) (به انگلیسی: USS Tyrrell (AKA-80)) یک کشتی بود که طول آن ۴۵۹ فوت ۲ اینچ (۱۳۹٫۹۵ متر) بود. این کشتی در سال ۱۹۴۴ ساخته شد.